# 碳族元素的氫化物

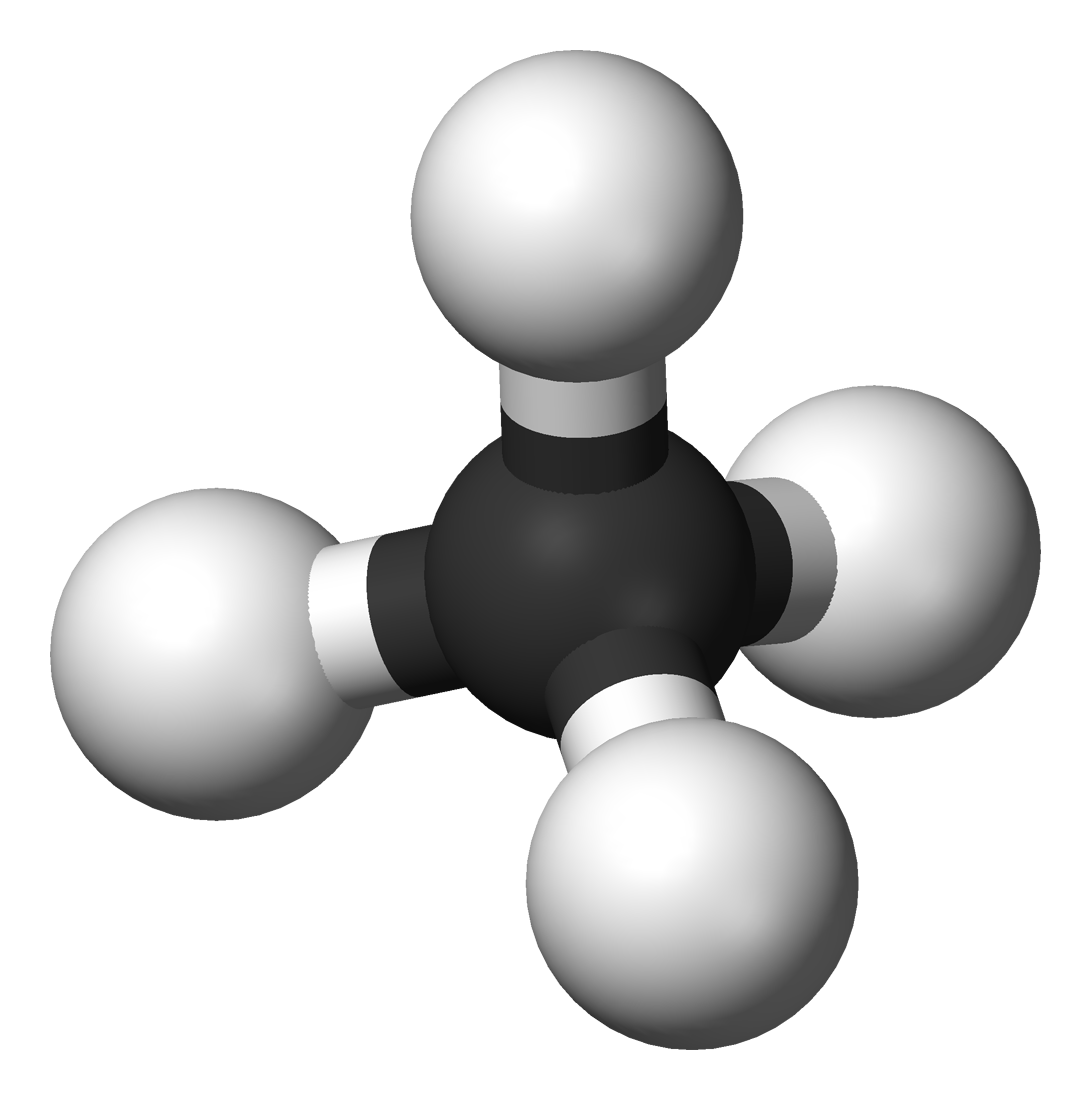
甲烷，典型的碳族元素氢化物。

碳族元素氢化物是碳族元素（碳、硅、锗、锡、铅或鈇)与氢形成的化合物。

## 四氢化物
碳族元素的四氢化物，化学式XH4。其中，X为任意碳族元素。甲烷是典型的碳族元素氢化物，是一种温室气体。其他碳族元素的四氢化物都不稳定，且有毒。
与其他第2周期元素的氢化物（如：氨、水和氟化氢）不同，甲烷没有氢键。因此，它和其他碳族元素四氢化物较类似。
| 名称   | 化学式 | 结构 | 空间填充模型 |
| ------ | ------ | ---- | ------------ |
| 甲烷   | CH4    |      |              |
| 甲硅烷 | SiH4   |      |              |
| 甲锗烷 | GeH4   |      |              |
| 锡烷   | SnH4   |      |              |
| 铅烷   | PbH4   |      |              |

## 六氢化物
这一系列的化合物的化学式为X2H6。乙烷可在天然气里发现。其他这一系列的化合物要比对应的四氢化物更不稳定。
| 名称   | 化学式 | 结构 | 分子模型 |
| ------ | ------ | ---- | -------- |
| 乙烷   | C2H6   |      |          |
| 乙硅烷 | Si2H6  |      |          |
| 乙锗烷 | Ge2H6  |      |          |
| 乙锡烷 | Sn2H6  |      |          |

## 更大的碳族元素氢化物
饱和的碳族元素氢化物的化学式都是 XnH2n+2，和烷烃一样。

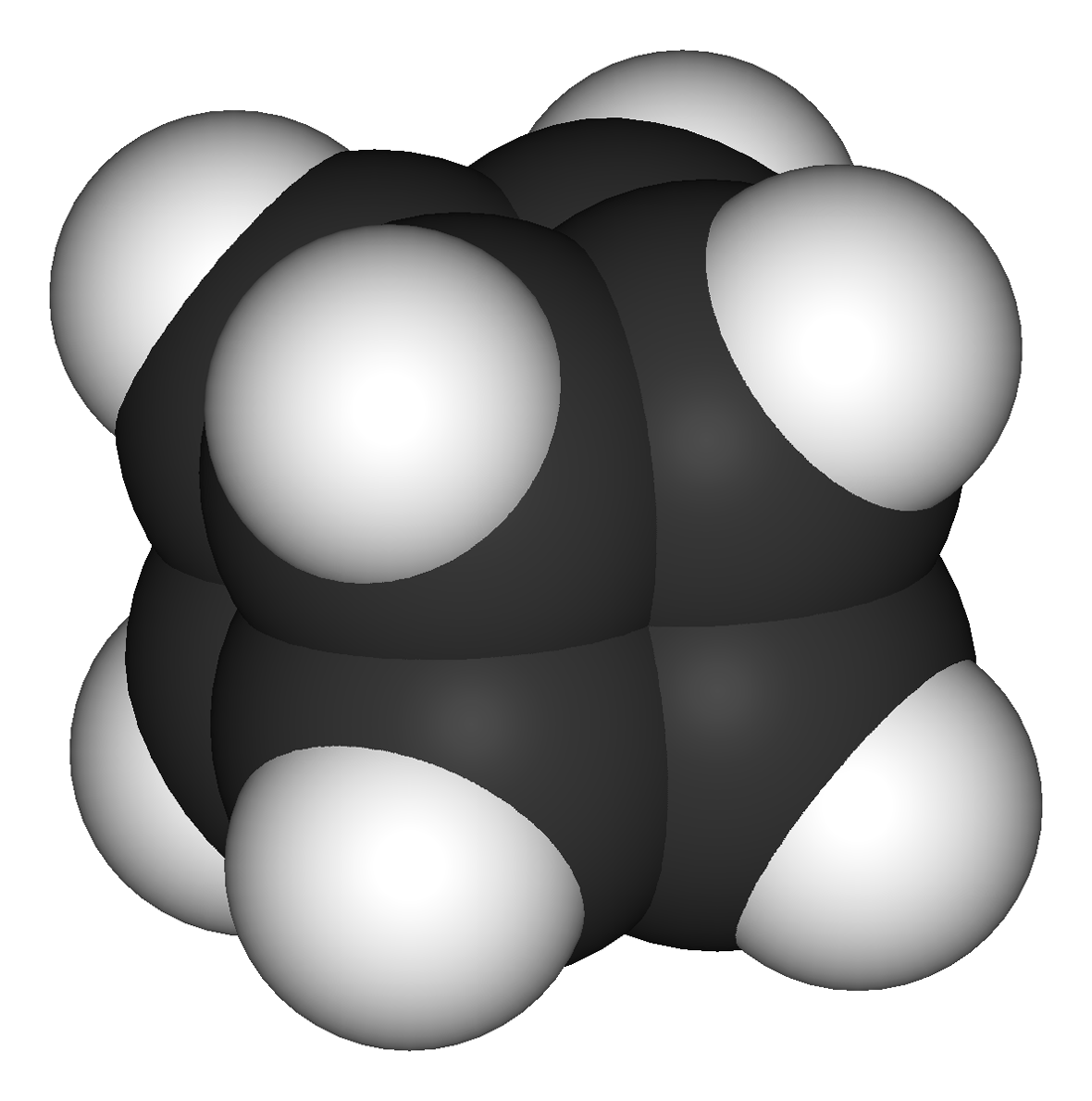
立方烷

碳的氢化物非常多，有烷烃、烯烃、炔烃、有环的和有支链的。此外，碳的氢化物还可以有芳香性，如苯。它们是有机化学的核心 。
其他碳族元素形成的氢化物比较少。硅烷 （SinH2n+2 ）其中，n = 1–8的化合物(热稳定性随 n 增加而减少)与 Si5H10（环戊硅烷）， Si6H12（环己硅烷）已被发现。它们都会自燃，化学性质很活泼。 不饱和的硅氢化合物，硅烯和硅炔，也被发现了。它们的第一个成员分别是乙硅烯和乙硅炔，与乙烯和乙炔一样。
前5个锗烷， GenH2n+2 （n=1至5）的化学性质与相应的硅烷接近。乙锡烷非常不稳定，而更长的锡烷仍未发现。铅烷在低温下仍会分解，科学家也没发现其他铅烷。
至少有两种不一样的碳族元素一起组成的氢化物也被发现了。当中，最著名的是四乙基铅。